# 539 v. Chr.
Portal Geschichte | Portal Biografien | Aktuelle Ereignisse | Jahreskalender | Tagesartikel

◄ |
7. Jahrhundert v. Chr. |
6. Jahrhundert v. Chr. |
5. Jahrhundert v. Chr. |
►

◄ | 550er v. Chr. | 540er v. Chr. | 530er v. Chr. | 520er v. Chr. |
510er v. Chr. |
►

◄◄ | ◄ | 542 v. Chr. | 541 v. Chr. | 540 v. Chr. | 539 v. Chr. |
538 v. Chr. |
537 v. Chr. |
536 v. Chr. |
► |
►►

## Ereignisse

### Politik und Weltgeschehen
- 6. Oktober: Babylon wird durch das Heer des achämenidischen Königs Kyros II. besetzt, König Nabonid gefangen genommen. Das neubabylonische Reich endet ebenso wie die politische Selbständigkeit Babyloniens.
- 22. Oktober: Gobryas, der in der entscheidenden Schlacht zwischen dem Perserreich und dem Babylonischen Reich die Seiten gewechselt hat, wird gemäß den Nabonid-Chroniken von Kyros II. als Statthalter von Babylon eingesetzt.

- Gründung von Avignon durch die Phokäer

### Wissenschaft und Technik
- Im babylonischen Kalender fällt das babylonische Neujahr des 1. Nisannu auf den 27.–28. März[1]; der Vollmond im Nisannu auf den 9.–10. April[1] und der 1. Tašritu auf den 20.–21. September[1].[2]

## Gestorben
- 539 oder 538 v. Chr.: Nabonid, letzter König des neubabylonischen Reichs